# Smörjtallen i Sörbo

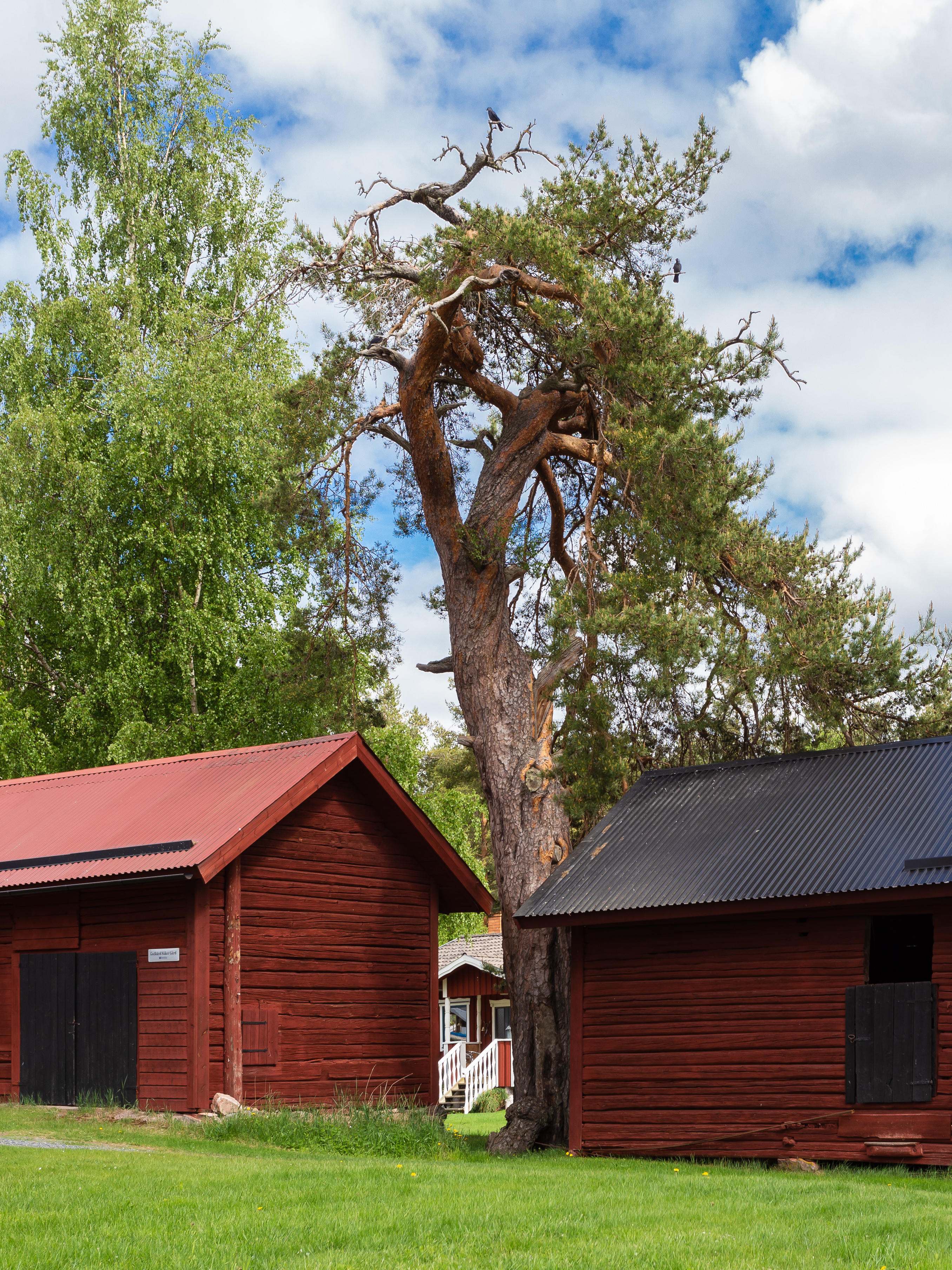
Smörjtallen i Sörbo.

Smörjtallen i Sörbo är ett naturminne i småorten Sörbo i Borlänge kommun i Dalarna. Den skyddades 4 juni 1917 och användes ända in på 1940-talet för att bota sjukdomar.
Smörjträd är träd med en öppning mellan hopväxta grenar eller under rötterna som den sjuke skulle passera genom för att få kraft att bota sjukdomen.   

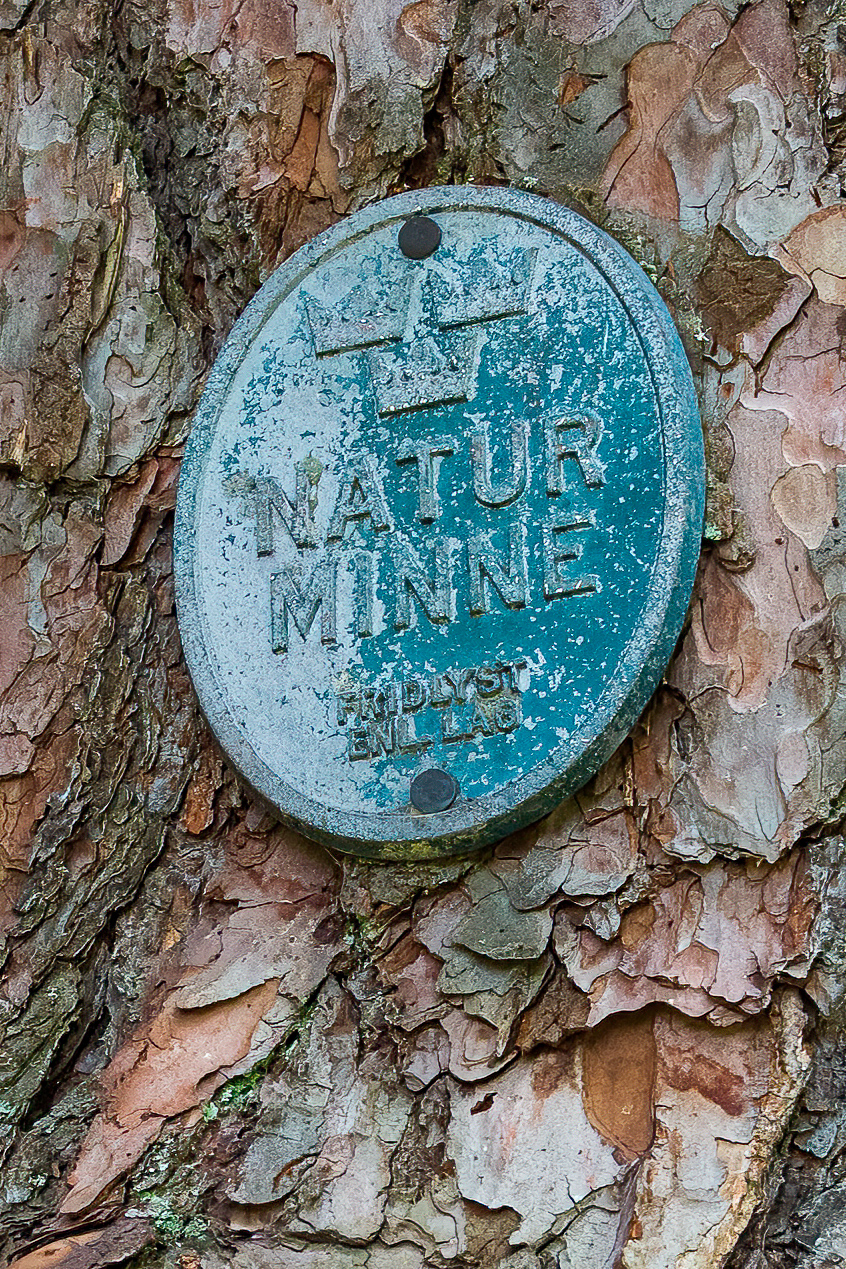
Skylt på stammen.

Tallen står på privat mark intill en gård och är märkt med en väl synlig skylt på stammen. Den är 18 meter hög och diametern på kronan är fyra meter. Av det ursprungliga beslutet framgår hur den så sent som 1916 användes till att "smöja" barn som var sena med att lära sig gå.